# Mi idolatrado hijo Sisí
Mi idolatrado hijo Sisí es una novela de Miguel Delibes publicada en 1953. Está dividida en tres partes y ambientada cada una de ellas en una época de la historia reciente de España. El protagonista, Cecilio Rubes, típico burgués de capital de provincia, católico aparente y de mentalidad egoísta, ve cómo la guerra civil española le arrebata a su único hijo.
La novela se ha entendido siempre como una fina sátira contra el maltusianismo. Delibes la dedica "a mis hermanos Adolfo, Concha, José Ramón, Federico, María Luisa, Manuel y Ana María, en la confianza de que ocho hermanos unidos pueden conquistar el mundo". El protagonista mima a su hijo único hasta convertirle en un egoísta y un cobarde. Al contrario que sus vecinos, los Sendín, que toman las armas por idealismo, Sisí intenta evitar el combate por todos los medios, por lo que su muerte, a causa de una bomba, acaba de dar a la novela un carácter "ejemplar" antibelicista.

## Adaptaciones
En 1976 se hizo una adaptación de la novela al cine, con el título de Retrato de familia, dirigida por Antonio Giménez Rico, y protagonizada por Antonio Ferrandis, Amparo Soler Leal, Mónica Randall, y Miguel Bosé en los principales papeles.